# ヤエヤマヒメウツギ
ヤエヤマヒメウツギ（八重山姫空木、Deutzia yaeyamensis）とは、アジサイ科ウツギ属の落葉低木。別名ヤエヤマウツギ（八重山空木）。

## 概要
日本固有種で沖縄県の西表島のみに分布する。主に、日当たりの良い河川沿いの崖に生育する。
落葉低木。樹高は1m程度。葉は対生、楕円形～卵形で、ウツギ属の中では大きく長さ5～13cm、先端は鋭く尖り、基部は心形、葉縁には細かい鋸歯があり、裏面に星状毛が生える。花期は春。花序は円錐花序で、茎の頂端に5～10個の花が付く。花は白色。

## 保護上の位置づけ
絶滅危惧IA類 (CR)（環境省レッドリスト）
2007年版レッドリストより「準絶滅危惧」から「絶滅危惧IA類」にあがった。
生育地である下記の地方公共団体が作成したレッドデータブックに掲載されている。
- 沖縄県：絶滅危惧II類